# دونالد ويلسون (منتج تلفزيوني)
دونالد ويلسون (بالإنجليزية: Donald Wilson)‏ (و. 1910 – 2002 م) هو منتج تلفزيوني، وكاتب، وكاتب سيناريو من المملكة المتحدة، والمملكة المتحدة لبريطانيا العظمى وأيرلندا، توفي في غلوسترشير، عن عمر يناهز 92 عاماً.

## وصلات خارجية
- دونالد ويلسون على موقع IMDb (الإنجليزية)
- دونالد ويلسون على موقع أول موفي (الإنجليزية)
- دونالد ويلسون على موقع قاعدة بيانات الفيلم (الإنجليزية)

- دونالد ويلسون في قاعدة بيانات الأفلام على الإنترنت